# Бабка (узел станка)
Ба́бка — название узла, используемого во многих видах металлорежущих или деревообрабатывающих станков. Бабка предназначается для точного поддержания и перемещения обрабатываемой на станке детали относительно режущего инструмента или обрабатывающей поверхности. Располагается и крепится на станине.
В зависимости от положения в станке и выполняемых функций бабка разделяется на несколько видов.
- Бабка передняя (она же бабка шпиндельная или бабка изделия). Узел связан со шпинделем, который сообщает вращательное движение обрабатываемой заготовке, детали или инструменту. Заготовка, в свою очередь, может закрепляться в (патроне зажимном, цанге или центрах).
- Бабка задняя, другое название упорная. Узел имеет конусное отверстие для установки центра, который поддерживает заготовку. Также используется для закрепления инструмента (например, свёрл, зенкеров, разверток) для обработки детали по оси с внешней стороны.
- Бабка шлифовальная представляет собой узел шлифовальных станков. Узел состоит из несущего шпинделя, который сообщает вращательное движение шлифовальному кругу.